# Trần Quang Vinh (Cao Đài)

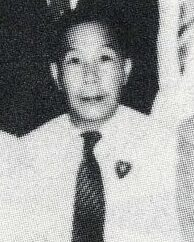
Trần Quang Vinh

Trần Quang Vinh (1897-1977), thánh danh Thượng Vinh Thanh, đạo hiệu Hiển Trung, là một chức sắc cao cấp của đạo Cao Đài với phẩm Phối Sư. Ông là người sáng lập và là Tổng Tư lệnh quân đội Cao Đài, đại biểu đạo Cao Đài trong Mặt trận Việt Minh, chính khách qua các thời kỳ Quốc gia Việt Nam và Việt Nam Cộng hòa.

## Thân thế và đạo hạnh Hội Thánh Ngoại Giáo
Ông sinh tại Long Xuyên ngày 8 tháng 9 năm 1897. Sau khi tốt nghiệp trường Collège Chasseloup-Laubat, Sài Gòn, ông ra làm Thông phán ngạch Chính phủ Pháp bảo hộ tại Nam Vang (Campuchia). Ông nhập môn vào đạo Cao Đài qua đàn cơ tại Nam Vang (Cao Miên) do Hộ pháp Phạm Công Tắc và Tiếp đạo Cao Đức Trọng phò loan tháng 6 năm 1927.
Chỉ một tháng sau, ngày 27 tháng 7 năm 1927, ông được ân phong phẩm Lễ sanh, thánh danh là Thượng Vinh Thanh, chuyên lo hành Đạo tại Kim Biên và tạo dựng Hội Thánh Ngoại Giáo tại đây nhằm mục đích truyền bá đạo Cao Đài cho người Campuchia và người ngoại quốc khác.
Ngày 2 tháng 4 năm 1930 ông được thăng hàng phẩm Giáo hữu, giữ trách nhiệm Quản lý Nội viện, một trong Cửu viện (tức 9 cơ quan hành đạo Trung ương của đạo Cao Đài).
Năm 1931, lần đầu tiên ông sang công cán tại Pháp nhân dịp Đấu xảo quốc tế tại Vincennes (Paris). Nhân dịp này, ông truyền bá đạo Cao Đài và phổ độ được tất cả 15 người Pháp, trong đó có năm người được phong vào hàng chức sắc năm 1932 (gồm Tiếp Dẫn Đạo nhơn: Ông Gabriel Gobron; Nữ Giáo sư: Bà Felicien Challaye; Giáo hữu: Ông Charles Bellan; Giáo hữu: Ông Gabriel Abadie de Lestrac; Nữ Lễ sanh: Bà Gabriel Gobron, sau thăng Giáo hữu). Thông qua các tín đồ người Pháp, ông cũng thực hiện một số cuộc vận động để chính phủ chính quốc Pháp công nhân đạo Cao Đài. Nhờ công tích này, sau khi từ Pháp trở về, ông được Hội Thánh Cao Đài Tòa Thánh Tây Ninh thăng phẩm Giáo sư ngày 21 tháng 3 năm 1932, trách nhiệm Phó chủ trưởng Hội Thánh Ngoại Giáo. Năm 1937, ông được thăng lãnh trách nhiệm Chủ trưởng Hội Thánh Ngoại Giáo.

## Xây dựng lực lượng vũ trang Cao Đài
Năm 1941, quân Nhật tiến vào Đông Dương. Bấy giờ ông làm việc tại xưởng Ba Son, hợp tác với người Nhật qua hãng đóng tàu "Nitinan". Ông gia nhập Việt Nam Phục quốc Đồng minh Hội, chủ trương ủng hộ Kỳ Ngoại hầu Cường Để, được bầu làm phó hội trưởng. Với sự hậu thuẫn của người Nhật, ông thành lập lực lượng bán quân sự Cao Đài năm 1943 với danh nghĩa phò trợ Kỳ Ngoại hầu Cường Để và giữ chức Đệ nhứt Tổng tư lịnh. Chính lực lượng này tham gia cùng với quân đội Nhật thực hiện cuộc đảo chính Pháp ngày 9 tháng 3 năm 1945.
Không lâu sau, quân Nhật đầu hàng Đồng Minh và Cách mạng tháng 8 nổ ra. Bấy giờ, lực lượng bán quân sự Cao Đài là một trong những tổ chức bán quân sự được huấn luyện tốt, tổ chức chặt chẽ và có thực lực tại Nam Bộ. Chính vì vậy, ông được chính quyền lâm thời của Việt Minh tại Nam Bộ mời làm đại biểu đạo Cao Đài trong Mặt trận Việt Minh, nhằm tranh thủ sự ủng hộ của các tín đồ và tổ chức bán quân sự Cao Đài.
Khi Pháp tái chiếm Nam Bộ, các nhóm lực lượng vũ trang Cao Đài Tòa Thánh Tây Ninh tham chiến tại các mặt trận số 1 và số 2, chiến đấu ở mặt Đông và Bắc Sài Gòn. Sau khi vào Nam, đặc phái viên Trung ương Nguyễn Bình đã tổ chức hội nghị An Phú Xã, thống nhất tổ chức các đơn vị vũ trang thành các chi đội Vệ Quốc đoàn. Lực lượng vũ trang Cao Đài Tòa Thánh Tây Ninh được tổ chức thành 2 chi đội số 7 do Nguyễn Thanh Bạch chỉ huy và chi đội số 8 do Nguyễn Hoài Thanh chỉ huy.
Tuy nhiên, trước sức mạnh của quân Pháp, các mặt trận nhanh chóng tan vỡ. Nhiều đơn vị vũ trang tan rã, hoặc trở thành những lực lượng quân phiệt cát cứ, không chịu sự chỉ huy thống nhất. Một số chức sắc cao cấp và chỉ huy quân sự Cao Đài đã đưa lực lượng của mình tự rút về Tây Ninh và tự xây dựng các căn cứ để bảo vệ Tòa Thánh Tây Ninh.
Hành động cát cứ này là lý do để các phần tử Việt Minh quá khích lên án các tín đồ Cao Đài Tòa Thánh Tây Ninh là phản bội. Một vài cuộc xung đột đẫm máu đã nổ ra bắt nguồn từ những tín đồ Cao Đài và các phần tử Việt Minh quá khích. Một số đơn vị vũ trang Cao Đài bị tước khí giới trong những cuộc thanh trừng nội bộ. Ông lúc này đang là đại biểu Cao Đài trong Mặt trận Việt Nam cũng bị bắt tại Chợ Đệm và bị giải giam tại Cà Mau cùng với Giáo sư Hồ Văn Ngà, Chủ tịch Việt Nam Độc lập Đảng. Ngày 26 tháng 1 năm, ông vượt ngục thoát được và đến ngày 11 tháng 2 năm 1946 thì về đến Sài Gòn. Đến ngày 8 tháng 5 năm 1946, ông bị mật thám Pháp bắt giữ và được trả tự do ngày 30 tháng 5 năm 1946 sau 22 ngày giam cầm. Về sau ông bị nhiều thành phần chính trị khác bắt giữ. Theo hồi ký của ông, tổng thời gian ông bị giam cầm là 312 ngày (10 tháng lẻ 12 ngày).

## Chức sắc và chính khách Cao Đài
Nhằm chia cắt một lực lượng tôn giáo mạnh với Mặt trận Việt Minh, người Pháp chấp nhận trả tự do cho Hộ pháp Phạm Công Tắc, đổi lại việc các tín đồ Cao Đài sẽ không tấn công người Pháp. Lực lượng vũ trang Cao Đài được kiện toàn thành Quân đội Cao Đài, được người Pháp trang bị và huấn luyện để chống lại Việt Minh. Tổng hành dinh của Quân đội Cao Đài đặt tại Bến Kéo, Tây Ninh. Riêng ông được Hộ pháp Phạm Công Tắc bổ nhiệm chính thức làm Tổng tư lệnh Quân đội Cao Đài với cấp bậc Trung tướng, Đại diện Hộ pháp về mặt quân sự. Ông giữ chức vụ này đến năm 1951 thì chuyển giao cho Trung tướng Nguyễn Văn Thành.
Ngày 15 tháng 2 năm 1948, ông được thăng phẩm Phối sư, đặc trách việc giao thiệp đối ngoại. Sau khi chính phủ Quốc gia Việt Nam được thành lập, ông lần lượt giữ các chức vụ Bộ trưởng Quốc phòng trong chính phủ Nguyễn Văn Xuân (từ 1 tháng 6 năm 1948 đến 30 tháng 6 năm 1949) và chính phủ Bảo Đại (từ 1 tháng 7 năm 1949 đến 31 tháng 1 năm 1950); Tổng trưởng Bộ Quân lực trong chính phủ Trần Văn Hữu (từ 6 tháng 5 năm 1950 đến 28 tháng 2 năm 1951); Công cán Chính phủ về Quân sự tại Pháp quốc trong thời gian 6 tháng kể từ ngày 9 tháng 3 năm 1951.
Trở về Tòa Thánh Tây Ninh, ông lần lượt được Hộ pháp Phạm Công Tắc trong nhiều chức vụ cao cấp như:
- Ngày 12 tháng 2 năm 1952, Phối sư Cố vấn Hành Chánh Đạo kiêm Thượng Thống Hộ Viện
- Ngày 12 tháng 3 năm 1952, Cố vấn cho Chỉ huy Cơ Thánh Vệ.
- Ngày 25 tháng 4 năm 1952, Trưởng ban Kinh tế.
- Ngày 28 tháng 6 năm 1952, Nghị trưởng Hội đồng Tối cao.
- Ngày 25 tháng 1 năm 1953, Tổng giám đốc Ban Kinh tế Trung ương Tòa Thánh Tây Ninh.
- Ngày 26 tháng 2 năm 1953, thay quyền 3 Chánh Phối Sư tiếp quan khách và đi dự các Hội nhóm ngoài Đời khi có thư mời.

Tháng 10 năm 1953, Hộ pháp Phạm Công Tắc cách chức Trung tướng Nguyễn Văn Thành, và bổ nhiệm ông làm quyền Chỉ huy trưởng Quân đội Cao Đài. Tuy nhiên, ngày 1 tháng 11 năm 1953, Chỉ huy trưởng Cơ Thánh Vệ là Thiếu tướng Nguyễn Thành Phương đã tổ chức bắt cóc ông giam lỏng tại căn cứ Bà Đen của quân Cao Đài Liên Minh và gây áp lực buộc Hộ pháp Phạm Công Tắc phải bổ nhiệm mình vào chức vụ Chỉ huy trưởng Quân đội Cao Đài. Mãi đến ngày 18 tháng 4 năm 1954, ông mới được trả tự do. Để tránh xung đột với tướng Nguyễn Thành Phương, Hộ pháp Phạm Công Tắc thuyên chuyển ông sang Pháp hành Đạo.
Ông tiếp tục giai đoạn truyền đạo tại Pháp mãi đến ngày 30 tháng 10 năm 1961, mới được lãnh đạo Tòa Thánh bấy giờ là Thượng sanh Cao Hoài Sang triệu hồi về Tòa Thánh với trách nhiệm làm Phối sư Đặc nhiệm Cố vấn cho 3 Chánh Phối Sư, đặc trách giao thiệp với chính phủ và chính quyền địa phương, với quốc tế, với các chi phái, kiêm Trưởng ban Huấn Đạo. Ngày 20 tháng 1 năm 1964, ông lãnh chức Trưởng ban Phổ Tế Hải Ngoại. Ông giữ các chức vụ trên đây đến ngày 26 tháng 3 năm 1964.
Khi Thượng Hội đồng Quốc gia Việt Nam Cộng hòa được thành lập, ông được mời tham gia Hội đồng và được bầu làm Phó chủ tịch từ 24 tháng 9 năm 1964 đến 19 tháng 12 năm 1964; sau đó ông được bầu làm Phó chủ tịch Hội đồng Quốc gia Lập pháp Việt Nam Cộng hòa từ 17 tháng 2 năm 1965 đến 19 tháng 6 năm 1965.

## Kết cục không rõ
Chiều ngày 30 tháng 4 năm 1975, một số binh sĩ của Chính phủ lâm thời Cộng hòa miền Nam Việt Nam tiến vào Tòa Thánh Tây Ninh bắt ông dẫn qua núi Bà Đen. Cũng từ đó không ai biết về số phận của ông nữa, có người nói ông bị thủ tiêu, còn nhiều tài liệu khác thì nói ông bị tù cải tạo và mất trong tù. Theo giấy báo tử gửi về gia đình, thì ông bị bắt ngày 5 tháng 12 năm 1975 do can tội là "Trung tướng tình báo Pháp". Ông bị giam giữ mà không qua xét xử tại trại cải tạo NV28A, nhập viện ngày 21 tháng 1 năm 1977 do cao huyết áp tại Bệnh viện Công an nhân dân TP.HCM. Ông qua đời lúc 0g40 ngày 25 tháng 1 năm 1977 do xuất huyết não, hưởng thọ 80 tuổi. Thi hài ông được chôn cất tại Nghĩa trang Chí Hòa.

## Gia đình
Ông có hai người con là các chức sắc Cao Đài cao cấp:
- Trần Kim Huệ, phẩm Hiền tài
- Trần Quang Cảnh, phẩm Giáo Hữu